# Decellophylla mourgliai
Decellophylla mourgliai är en skalbaggsart som beskrevs av Marc Lacroix 2005. Decellophylla mourgliai ingår i släktet Decellophylla och familjen Melolonthidae. Inga underarter finns listade i Catalogue of Life.